# 5345 Boynton
5345 Boynton è un asteroide della fascia principale. Scoperto nel 1981, presenta un'orbita caratterizzata da un semiasse maggiore pari a 2,7631726 au e da un'eccentricità di 0,2351190, inclinata di 6,44859° rispetto all'eclittica.
L'asteroide è dedicato al professore statunitense William Boynton.